# Ottorino Sartor
Ottorino Sartor Espinoza (Chancay, 1945. szeptember 18. – Chancay, 2021. június 2.) válogatott perui labdarúgó, kapus.

## Pályafutása

### Klubcsapatban
1965–1971 között a Defensor Arica, 1972-ben a José Gálvez, 1973–1974 között az Atlético Chalaco, 1975-ben az Universitario, 1976–1978 között a CNI, 1979-ben a Coronel Bolognesi, 1980-ban a Tarma, 1981-ben a Sport Boys, 1982-ben a Juventud La Joya labdarúgója volt.

### A válogatottban
1966–1979 között 27 alkalommal szerepelt a perui válogatottban. Tagja volt az 1975-ös Copa América-győztes csapatnak. Részt vett az 1978-as argentínai világbajnokságon.

## Sikerei, díjai
Peru
- Copa América
  - aranyérmes: 1975